# ولتاژ اغتشاش
در مخابرات، ولتاژ اغتشاش (به انگلیسی: disturbance voltage)، ولتاژناخواسته‌ای است که توسط منابع طبیعی یا انسان-ساخت در یک سامانه القا می‌شود.
در سامانه‌های مخابراتی، ولتاژ اغتشاش جریان‌هایی ایجاد می‌کند که تبادل اطلاعات را محدود یا با آن تداخل می‌کند. نمونه‌ای از ولتاژ اغتشاش، ولتاژی است که (الف) سیگنال‌های کاذب در تلفن، (ب) نویز (رادیو) در گیرنده رادیویی، یا (ج) اعوجاج در سیگنال دریافتی ایجاد می‌کند.